# Yıva

Das Zeichen der Yıva

Die Yıva waren ein oghusischer Stamm, der eine türkische Stammeskonföderation darstellte.
Mahmud al-Kāschgharī erwähnte sie unter dem Namen Yıva als einen der 24 oghusischen Stämme. Als Totemtier hatten sie einen Habicht. Ihr Stammesname bedeutet im Alttürkischen der, dessen Rang hoch ist. Der Stamm taucht Mitte des 12. Jahrhunderts im Grenzgebiet Irans und des Iraks auf.

## Quelle
- Yıva in Türkiye Diyanet Vakfı İslâm Ansiklopedisi (türkisch)